# Арсам (отец Дария III)
Арсам (др.-перс. Aršama; IV век до н. э.) — персидский аристократ, отец Дария III.

## Биография
Отец Арсана Остан был одним из младших сыновей царя Дария II. В 358 году до н. э. во время массовых репрессий против представителей династии Ахеменидов, организованных по приказу занявшего престол царя Артаксеркса II Оха, был убит и отец Арсама. Сам же он сохранил жизнь, возможно, благодаря тому, что в это время находился в отдалённой области империи.
Женою Арсама стала Сисигамбис, которая, по мнению большинства современных исследователей, приходилась ему двоюродной сестрой.
Так как Арсам не занимал значительных государственных должностей, то его сыновья Дарий и Оксафр начинали свою карьеру с низших должностей. Так Плутарх упоминал, что Дарий был царским гонцом.
Дальнейшая судьба Арсама неизвестна. Считается, что он умер до вступления своего старшего сына на престол в 336 году до н. э.